# Sancho IV Garcés di Navarra
Sancho Garcés, detto él de Peñalén (quello di Peñalén). Sancho anche in spagnolo, in aragonese, in portoghese e in galiziano, Sanç, in catalano e Antso in basco (1039 – Peñalén, 4 giugno 1076), fu re di Pamplona dal 1054 al 1076.

## Origine
Come conferma il documento n° 9 della Collecion diplomatica del Monastero di Santa Maria la Real de Nájera era il figlio primogenito del re di Pamplona García III Sánchez e di Stefania di Foix, figlia del conte di Carcassonne e di Couserans, primo conte di Foix e poi conte di Bigorre, Bernardo Ruggero, come ci viene confermato dal documento n° XXXVII dei Documents de la Histoire du Comté et de la Vicomté de Carcassonne, e della contessa di Bigorre, Garsenda, come ci viene confermato dal documento n° XXXVIII dei Documents de la Histoire du Comté et de la Vicomté de Carcassonne.

García III, secondo gli Annales Toledanos, era il figlio primogenito del re di Pamplona, conte d'Aragona, conte di Sobrarbe e Ribagorza, conte di Castiglia, Sancho III Garcés il Grande e della contessa indipendente di Castiglia, Munia, che secondo la Chronica latina regum Castellae, era figlia del conte indipendente di Castiglia, conte di Burgos, di Lantarón, di Cerezo e di Álava, Sancho Garcés e di Urraca Gomez.

## Biografia
Nel 1054, suo padre, Garcia III invase la Castiglia, ma fu sconfitto in battaglia ad Atapuerca, morendo di fronte al fratello, Ferdinando il 1º settembre 1054. Secondo la Historia Silense e il Chronicon regum Legionensium Garcia fu ucciso in battaglia dal fratello, Ferdinando, che occupò il regno di Pamplona; anche il Chronicon Burgense riporta che Garcia fu ucciso dal fratello (occisus est Garsea rei à fratre suo Ferdinando in Ataporca).

All'età di quattordici anni, sul campo di battaglia di Atapuerca, secondo il codice di Roda e la Cronaca piniatense, Sancho succedette al padre, e sino al raggiungimento della maggiore età Sancho regnò sotto la reggenza della madre Stefania.

Secondo il The Kingdom of León-Castilla under King Alfonso VI, Ferdinando I non volle annettersi la Navarra, si accontentò di riannettersi la Bureba e parte della Rioja, portando il confine orientale della Castiglia al fiume Ebro, e, nel 1055, Sancho IV fece una donazione (restituzione di terreni sottratti al monastero dal padre) al monastero di San Millán de la Cogolla.

Si alleò con lo zio, il re di Aragona Ramiro I, e attaccarono e assediarono la taifa di Saragozza, obbligando il re di Saragozza al-Muqtadir a pagare loro un tributo.

Quando nel 1063 a Ramiro I successe sul trono di Aragona il figlio Sancho I Ramírez al-Muqtadir tentò di mettere i cugini uno contro l'altro.
Dopo che Sancho II il Forte era succeduto al padre Ferdinando I, nel 1065, erano iniziati conflitti con il regno di Castiglia, che sfociarono nel 1067 in quella che fu denominata la guerra dei tre Sanchi, che vide contrapposti al re di Castiglia Sancho II il Forte i re di Navarra Sancho IV e di Aragona Sancho I.

I castigliani, guidati da El Cid, riportarono un'iniziale vittoria che permise a Sancho il Forte di recuperare una parte dei territori che suo padre Ferdinando I aveva concesso, nel 1037, al padre di Sancho él de Peñalén (quello di Peñalén), García Sánchez III: Bureba, l'alta Rioja e Álava.
La guerra terminò nel 1068 con la sconfitta della Castiglia, che dovette rinunciare ad altre pretese territoriali sulla Navarra, ma Sancho IV mantenne sempre ben agguerrito il confine con la Castiglia.
In quegli anni era morta la madre, Stefania, che si presume sia morta nel 1066, in quanto ha lasciato un testamento nel giugno di quell'anno, in cui Sancho viene ricordato, come riportato nel cartulario del Monastero di Santa Maria la Real de Nájera e nella Collecion diplomatica Monastero di Santa Maria la Real de Nájera.
Nel 1068, Sancho aveva sposato una nobile di origine francese, Placenza (Ṫ dopo il 1088, anno in cui compare citata come Placencia regina nel documento n° 170 del cartulario del monastero di San Millán de la Cogolla), che viene confermata come moglie in diversi documenti:
- n° 377 del cartulario del monastero di San Millán de la Cogolla, inerente una donazione del 1070[29]
- n° 391 del cartulario del monastero di San Millán de la Cogolla, inerente una donazione del 1071[30]
- n° 16 della Collection diplomatica de la cathedral de Pamplona, inerente una donazione del 1071[31]
- n° 27 della Collection diplomatica de la cathedral de Pamplona, inerente una donazione del 1071[32]
- n° 60 del cartulario del monastero di Albelda, inerente a diverse donazioni del 1074[33]
- n° 30 della Collection diplomatica de la cathedral de Pamplona, inerente una donazione del 1075[34]
- n° 61 del cartulario del monastero di Albelda, inerente a diverse donazioni del 1075[35].

Fu assassinato il 4 giugno 1076 a Peñalén, víttima di una congiura politica ordita dai suoi fratelli; fu ucciso dal fratello Raimondo; anche il Chronicon Burgense riporta che Sancho fu ucciso a Peñalén (occisus fuit Sancius Rex Garsea in Pennalem)

Secondo il The Kingdom of León-Castilla under King Alfonso VI, durante una partita di caccia fu fatto precipitare da una roccia dal fratello Raimondo, che da quel giorno fu soprannominato il Fratricida, aiutato dalla sorella Ermessinda.

Il Regno di Pamplona dopo la morte di Sancho IV Garcés di Navarra, el de Peñalén, nel 1076.
Viola la zona occupata da Alfonso VI di Castiglia
Ocra la zona occupata da Sancho Ramírez
Verde il Regno di Pamplona, tenuto dal monarca aragonese vassallo della Castiglia

La sua morte provocò l'invasione del regno di Navarra da parte dei cugini:
- Alfonso VI, succeduto, nel 1072 al fratello, Sancho il Forte, sul trono di Castiglia, che portò a termine l'occupazione della Rioja, rientrando quindi in possesso dei territori ceduti dal padre Ferdinando I al fratello e re di Navarra, García Sánchez III, come conferma il documento n° 1 del cartulario del monastero di San Millán de la Cogolla[37]
- Sancho Ramírez, re d'Aragona, che occupò la Navarra e si fece proclamare re di Navarra assumendo il nome di Sancho V di Navarra, come riporta la Cronaca piniatense[19].

## Discendenza[38][39]
Sancho e Placenza ebbero due figli:
- García di Navarra, morto in tenera età
- García di Navarra (? - 1091), re titolare di Navarra

Sancho ebbe anche figli illegittimi, dalla sua amante, Jimena, a cui donò la cittadina di Esquíroz, come ci viene confermato dal documento n° 25 della Collection diplomatica de la cathedral de Pamplona, nel 1071:
- Ramón Sánchez[40], signore d'Esquiroz
- Urraca Sánchez, religiosa

## Ascendenza
|                                    |                                 |                                   | Genitori                             |  |  | Nonni |  |  | Bisnonni                          |  |  | Trisnonni                        |  |
|                                    |                                 |                                   |                                      |  |  |       |  |  | García II Sánchez, re di Pamplona |  |  | Sancho II Garcés, re di Pamplona |  |
|                                    |                                 |                                   |                                      |  |  |       |  |  | García II Sánchez, re di Pamplona |  |  | Sancho II Garcés, re di Pamplona |  |
|                                    |                                 | Urraca Fernández di Castiglia     |                                      |  |  |       |  |  | García II Sánchez, re di Pamplona |  |  |                                  |  |
| Sancho III Garcés, re di Pamplona  |                                 |                                   |                                      |  |  |       |  |  | García II Sánchez, re di Pamplona |  |  |                                  |  |
|                                    |                                 | Jimena Fernández                  | Fernando Vermúndez, conte di Cea     |  |  |       |  |  |                                   |  |  |                                  |  |
|                                    |                                 | Jimena Fernández                  | Fernando Vermúndez, conte di Cea     |  |  |       |  |  |                                   |  |  |                                  |  |
|                                    |                                 | Jimena Fernández                  | Elvira Díaz                          |  |  |       |  |  |                                   |  |  |                                  |  |
| García III Sánchez, re di Pamplona |                                 | Jimena Fernández                  |                                      |  |  |       |  |  |                                   |  |  |                                  |  |
|                                    |                                 | Sancho Garcés, conte di Castiglia | García Fernández, conte di Castiglia |  |  |       |  |  |                                   |  |  |                                  |  |
|                                    |                                 | Sancho Garcés, conte di Castiglia | García Fernández, conte di Castiglia |  |  |       |  |  |                                   |  |  |                                  |  |
|                                    |                                 | Sancho Garcés, conte di Castiglia | Ava di Ribagorza                     |  |  |       |  |  |                                   |  |  |                                  |  |
| Munia, contessa di Castiglia       |                                 | Sancho Garcés, conte di Castiglia |                                      |  |  |       |  |  |                                   |  |  |                                  |  |
|                                    |                                 | Urraca Gómez                      | Gómez Díaz, conte di Saldaña         |  |  |       |  |  |                                   |  |  |                                  |  |
|                                    |                                 | Urraca Gómez                      | Gómez Díaz, conte di Saldaña         |  |  |       |  |  |                                   |  |  |                                  |  |
|                                    |                                 | Urraca Gómez                      | Muniadomna Fernández di Castiglia    |  |  |       |  |  |                                   |  |  |                                  |  |
| Sancho IV Garcés, re di Pamplona   |                                 | Urraca Gómez                      |                                      |  |  |       |  |  |                                   |  |  |                                  |  |
|                                    | Ruggero I, conte di Carcassonne | Arnoldo I, conte di Comminges     |                                      |  |  |       |  |  |                                   |  |  |                                  |  |
|                                    | Ruggero I, conte di Carcassonne | Arnoldo I, conte di Comminges     |                                      |  |  |       |  |  |                                   |  |  |                                  |  |
|                                    | Ruggero I, conte di Carcassonne | Arsinde, contessa di Carcassonne  |                                      |  |  |       |  |  |                                   |  |  |                                  |  |
| Bernardo Ruggero, conte di Foix    | Ruggero I, conte di Carcassonne |                                   |                                      |  |  |       |  |  |                                   |  |  |                                  |  |
|                                    |                                 | Adelaide di Melgueil              | Bernardo, conte di Melgueil          |  |  |       |  |  |                                   |  |  |                                  |  |
|                                    |                                 | Adelaide di Melgueil              | Bernardo, conte di Melgueil          |  |  |       |  |  |                                   |  |  |                                  |  |
|                                    |                                 | Adelaide di Melgueil              | Sénégonde/Adelaide di Rouergue       |  |  |       |  |  |                                   |  |  |                                  |  |
| Stefania di Foix                   |                                 | Adelaide di Melgueil              |                                      |  |  |       |  |  |                                   |  |  |                                  |  |
|                                    |                                 | Garcia Arnaldo, conte di Bigorre  | Arnaldo di Bigorre                   |  |  |       |  |  |                                   |  |  |                                  |  |
|                                    |                                 | Garcia Arnaldo, conte di Bigorre  | Arnaldo di Bigorre                   |  |  |       |  |  |                                   |  |  |                                  |  |
|                                    |                                 | Garcia Arnaldo, conte di Bigorre  | …                                    |  |  |       |  |  |                                   |  |  |                                  |  |
| Garsenda, contessa di Bigorre      |                                 | Garcia Arnaldo, conte di Bigorre  |                                      |  |  |       |  |  |                                   |  |  |                                  |  |
|                                    |                                 | Ricarda de Astarac                | Guglielmo, conte di Astarac          |  |  |       |  |  |                                   |  |  |                                  |  |
|                                    |                                 | Ricarda de Astarac                | Guglielmo, conte di Astarac          |  |  |       |  |  |                                   |  |  |                                  |  |
|                                    |                                 | Ricarda de Astarac                | …                                    |  |  |       |  |  |                                   |  |  |                                  |  |
|                                    |                                 | Ricarda de Astarac                |                                      |  |  |       |  |  |                                   |  |  |                                  |  |

### Fonti primarie
- (LA)  Textos navarros del Códice de Roda Archiviato il 31 gennaio 2021 in Internet Archive..
- (LA)  España sagrada, Volume 23.
- (LA)  #ES Cartulario de San Millán de la Cogolla Archiviato il 27 febbraio 2023 in Internet Archive..
- (LA)  https://www.mgh-bibliothek.de/dokumente/b/b033335+0001.pdf[collegamento interrotto].
- (LA)  Historia de la Corona de Aragón : (la más antigua de que se tiene noticia) conocida generalmente con el nombre de Crónica de San Juan de la Peña, Caput XVI.
- (LA)  #ES Cartulario de Albelda Archiviato il 16 dicembre 2023 in Internet Archive..
- (LA)  Chartes de l'abbaye de Cluny, tome 4
- (LA)  Chronaca Silense
- (EN)  #ES The World of El Cid: Chronicles of the Spanish Reconquest
- (LA)  #ES Collecion diplomatica del Monastero di Santa Maria la Real de Nájera
- (FR)  Histoire de Béarn.

### Letteratura storiografica
- Rafael Altamira, La Spagna (1031-1248), in Storia del mondo medievale, vol. V, 1999, pp. 865–896
- (EN)  The Kingdom of León-Castilla under King Alfonso VI
- (FR)  Histoire générale de Languedoc, tomus II.
- (FR)  Chroniques romanes des comtes de Foix.
- (FR)  Histoire du Comté et de la Vicomté de Carcassonne.
- (FR)  LA VASCONIE.
- (FR)  cartulario del Monastero di Santa Maria la Real de Nájera.
- (ES)  Crónica latina de los reyes de Castilla.